# True Carnage
True Carnage – czwarty album studyjny amerykańskiej grupy muzycznej Six Feet Under. Wydawnictwo ukazało się 6 sierpnia 2001 roku nakładem wytwórni muzycznej Metal Blade Records.
W ramach promocji do utworu "The Day The Dead Walked" został zrealizowany teledysk. Płyta zadebiutowała na 18. miejscu listy Top Heatseekers oraz na 12. miejscu na liście Top Independent Albums w Stanach Zjednoczonych.

## Lista utworów
1. "Impulse to Disembowel" - 3:11
2. "The Day the Dead Walked" - 2:15
3. "It Never Dies" - 2:41
4. "The Murderers" - 2:40
5. "Waiting for Decay" - 2:41
6. "One Bullet Left" - 3:31
7. "Knife, Gun, Axe" - 3:56
8. "Snakes" - 2:44
9. "Sick and Twisted" - 3:51
10. "Cadaver Mutilator" - 2:34
11. "Necrosociety" - 4:10